# Opius cehalovicki
Opius cehalovicki är en stekelart som beskrevs av Fischer 1964. Opius cehalovicki ingår i släktet Opius och familjen bracksteklar. Inga underarter finns listade i Catalogue of Life.